# Geboortehuis van Antonín Dvořák
Het Geboortehuis van Antonín Dvořák (Tsjechisch: Rodný dům Antonína Dvořáka) is een museum in Nelahozeves, Tsjechië. Het is gewijd aan de Tsjechische componist Antonín Dvořák (1841-1904).

## Geschiedenis
Zijn geboortedorp in Nelahozeves ligt aan de rivier Moldau (Tsjechisch: Vltava) in Midden-Bohemen en werd voor het eerst vermeld in de 14e eeuw. Hier werd hij op 8 september 1841 geboren, toen er in dit pand nog een taveerne was gevestigd. Ernaast bevond zich de slagerij van zijn vader.
Zijn woning werd geopend voor het publiek in 1951, 110 jaar na zijn geboorte. In 1971 werd er een permanente expositie over zijn leven ingericht door Karel Mikysa. Deze werd in 1991 vernieuwd, in aanloop naar zijn 150e geboortedag. Een van de museale vertrekken is een voormalige danszaal.

## Collectie
Er wordt een permanente collectie getoond over zijn leven, in het bijzonder over de eerste twaalf jaar die hij hier en in de nabije omgeving doorbracht. Uit die tijd is echter slechts één item overgeleverd, namelijk een gebedsboek dat hij kreeg van prins F.K. Lobkowicz (zijn moeder stamde uit het Huis Lobkowicz). In de collectie zijn niettemin nog andere authentieke bezittingen te vinden.
Er is zijn buste te zien die gemaakt werd door Ladislav Šaloun en een portret uit de late jaren 1870. Verder bevinden er zich zijn voormalige viool, meubilair, huisraad, documenten over de geschiedenis van zijn familie, eerste uitgaven van zijn composities, een veerpen, een zilveren herdenkingskrans en allerlei memorabilia die herinneren aan zijn werkzaamheden als muziekleraar.
Ook is er een plaat te zien met portretten van Amerikaanse presidenten die hij meebracht uit de Verenigde Staten. Verder wordt er materiaal getoond dat met de bouw van de spoorlijn door zijn geboorteplaats te doen heeft, omdat die mogelijk zijn levenslange fascinatie voor locomotieven en andere technologie verklaart.
Jaarlijks in september wordt er ter herinnering aan hem een ochtendprogramma gepresenteerd.

## Galerij

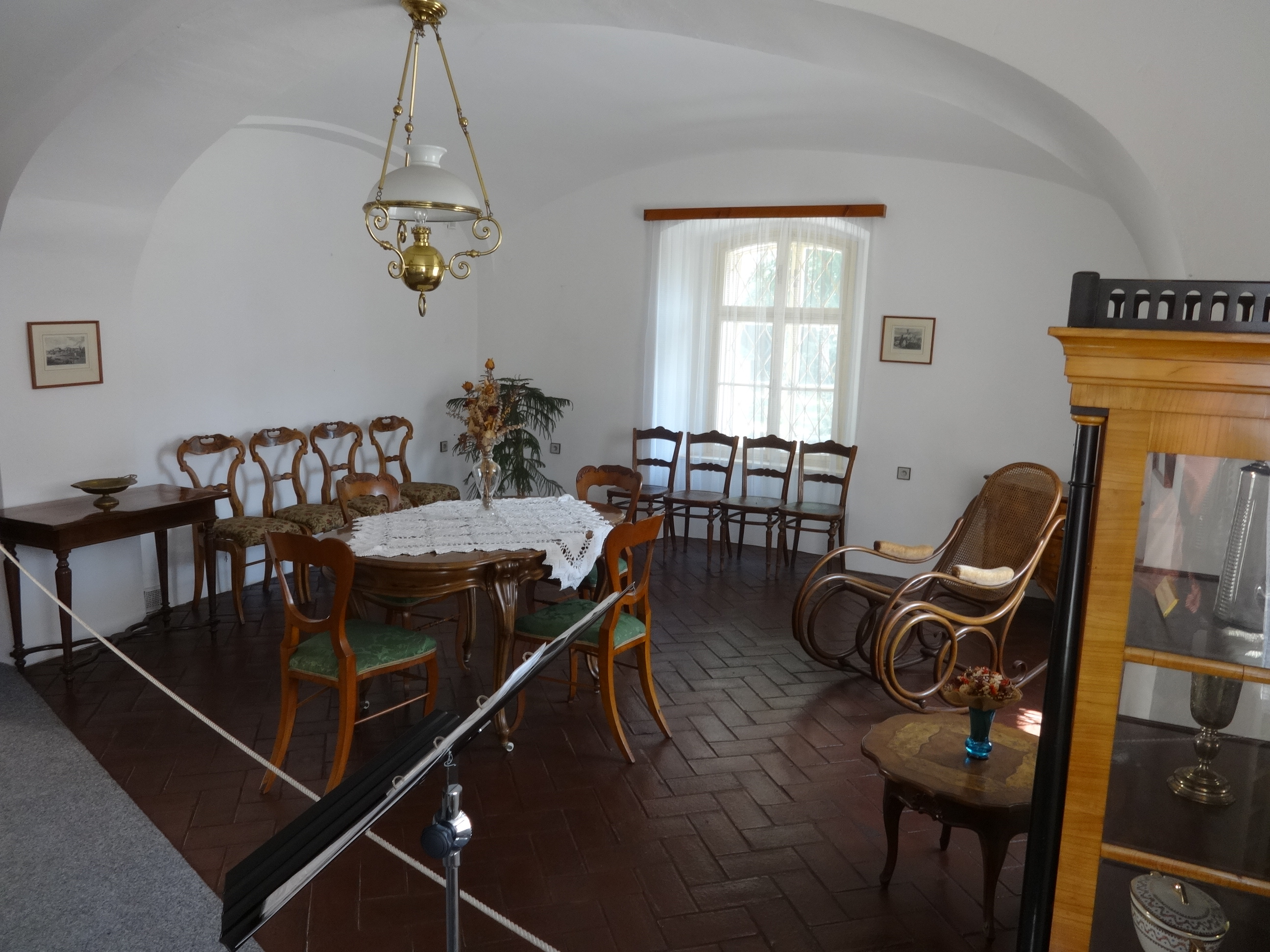
Blik in het museum